# Pyrenidium actinellum
Pyrenidium actinellum är en lavart som beskrevs av William Nylander. 
Pyrenidium actinellum ingår i släktet Pyrenidium, och familjen Dacampiaceae. Arten är reproducerande i Sverige.